# اروين باور
اروين باور (و. 1875 – 1933 م) هو عالم وراثة، وracial theorist ‏، وعالم نبات، وأستاذ جامعي من الإمبراطورية الألمانية، وجمهورية فايمار، كان عضوًا في الأكاديمية الألمانية للعلوم ليوبولدينا، والأكاديمية الملكية السويدية للعلوم، توفي في برلين، عن عمر يناهز 58 عاماً.